# Homeland Party
 (mai 2025).
Le Homeland Party est un parti politique d'extrême droite britannique fondé le 20 avril 2023 à la suite d'une scission au sein du groupe Patriotic Alternative. Basé à Kirknewton en Écosse et dirigé par Kenny Smith, il promeut un nationalisme ethnique fondé sur le droit du sang et s'oppose à l'immigration et au multiculturalisme. Il est enregistré auprès de la commission électorale depuis janvier 2024. Plusieurs de ses membres ont des liens avec des cercles liés au terrorisme d'extrême droite.

## Historique

### Fondation et origines

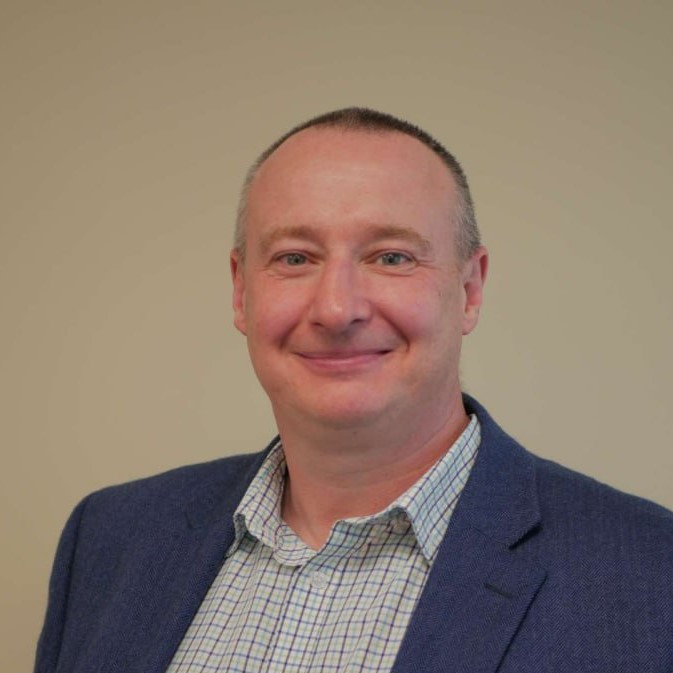
Kenny Smith, dirigeant du Homeland Party.

Le Homeland Party est formé le 20 avril 2023 — date anniversaire d'Adolf Hitler — suivant une scission au sein du groupe d'extrême droite Patriotic Alternative (PA) menée par Kenny Smith, ancien organisateur du Parti national britannique (BNP) vivant en Écosse. Cette rupture résulte de conflits internes entre le leader de PA Mark Collett (en) et d'anciens responsables du BNP, dont Smith qui dirigeait PA Scotland,,. Elle signe, d'après le groupe de recherche antifasciste Red Flare, la fin de l'hégémonie de PA comme principal groupe fasciste du Royaume-Uni. Le Homeland Party est basé à Kirknewton (West Lothian).
Selon Red Flare, une majorité des organisateurs régionaux de PA ont rejoint Homeland, faisant de ce dernier « le groupe d'extrême droite britannique le plus dangereux » en raison de sa nature plus organisée et de ses ambitions politiques plus sérieuses que celles de son organisation mère.

### Activité électorale (2024)
Le Homeland Party s'enregistre auprès de la commission électorale en janvier 2024,,, malgré l'opposition d'une personne responsable du Bureau de l'Intérieur qui craint que le groupe tente d'obtenir l'enregistrement en utilisant des noms différents ou des candidats principaux sans antécédents à l'extrême droite. Il devient ainsi, d'après Red Flare, le premier parti fasciste britannique à obtenir cet enregistrement en plus d'une décennie. Le parti obtient 13% des voix lors de sa seule candidature aux élections locales de 2024.

### Crise interne (2025)
En 2025, le Homeland Party traverse une crise interne à la suite de la nomination de Carter McAfee comme organisateur pour l'Irlande du Nord. Cette désignation divise le parti entre une faction radicale, prônant une ligne explicitement raciste et fasciste et composée d'anciens membres du BNP et de Patriotic Alternative, qui s'oppose à McAfee en raison de son homosexualité et de ses positions favorables au républicanisme irlandais, et une aile menée par Kenny Smith et des transfuges conservateurs, qui cherche à attirer des électeurs de Reform UK à travers une approche plus modérée,.
Malgré le soutien initial de Kenny Smith, McAfee finit par démissionner face aux pressions homophobes. En réponse à cette crise, deux des militants du Homeland Party les plus suivis en ligne, représentants de la faction radicale, sont évincés par Kenny Smith.
En juillet 2025, des membres du Homeland Party jouent un rôle central dans l'organisation de manifestations anti-immigration à Epping, dans l'Essex. Trois membres du mouvement sont les seuls administrateurs du groupe Facebook « Epping Says No », comptant plus de 1 500 membres, qui sert à promouvoir et coordonner les protestations devant un hôtel hébergeant des demandeurs d'asile. Ces manifestations, déclenchées par l'accusation d'agression sexuelle portée contre un demandeur d'asile éthiopien, dégénèrent en affrontements violents avec la police. Le groupe publie ensuite un « appel national à l'action » sur les réseaux sociaux, encourageant l'organisation de manifestations similaires à travers le Royaume-Uni dans d'autres hôtels hébergeant des migrants.

## Positionnement politique
Le Homeland Party est un parti fasciste britannique,. Il promeut un nationalisme basé sur l'ascendance, le droit du sang et l'unité ethnique,. Il est opposé à l'immigration, et au multiculturalisme, prône la remigration,, et est positionné à l'extrême droite,. Ses dirigeants ont exprimé des positions racialistes et conspirationnistes. Le Homeland Party quant à lui se présente comme étant démocratique, rejette l'étiquette de fasciste et revendique s'être distancié des positions les plus extrêmes de la Patriotic Alternative.

### Relations internationales
En 2024, le parti britannique congratule sur les réseaux sociaux la victoire électorale du Parti de la liberté d'Autriche. La même année, il organise une conférence où interviennent un membre de la Jeune Alternative pour l'Allemagne et un membre de l'alliance électorale polonaise Confédération.

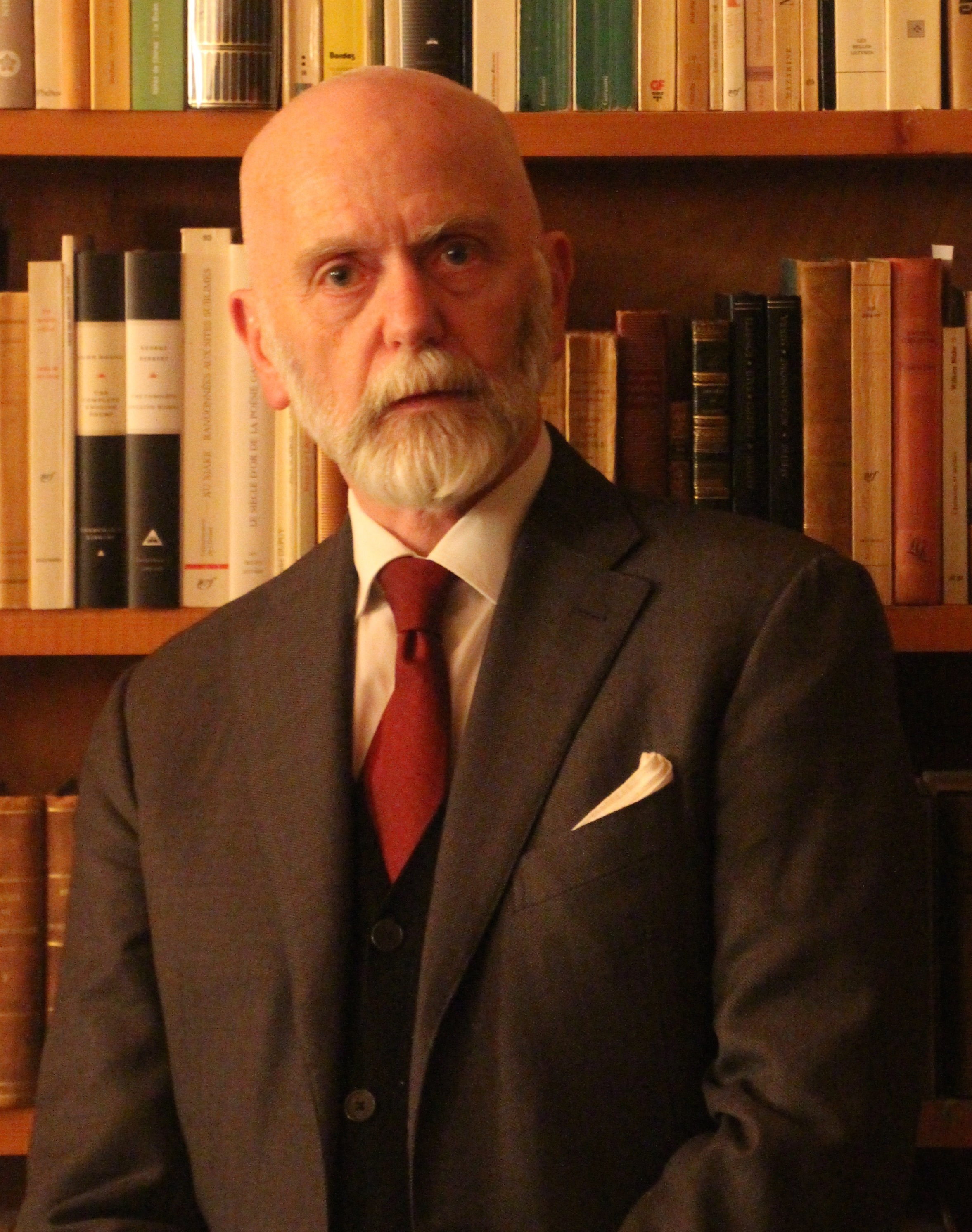
Renaud Camus.

En mars 2025, plusieurs membres du Homeland Party se rendent en Allemagne. Ils envoient une délégation au Bundestag, sont accueillis par l'Alternative pour l'Allemagne (AfD) et y bénéficient d'une formation aux médias de la part de membres de l'AfD.
En avril 2025, le parti organise sa « Grande conférence sur la remigration ». Parmi les invités figurent l'écrivain et militant politique d'extrême droite français Renaud Camus (à l'origine de la théorie du complot du grand remplacement) et Lena Kotré, membre AfD du Landtag de Brandebourg. Camus se voit refuser l'entrée en Grande-Bretagne par le Bureau de l'Intérieur, qui déclare que sa présence ne serait pas « favorable à l'intérêt général ».

## Stratégie
Lors de la réunion inaugurale du parti, Kenny Smith déclare que « la perception publique sera un grand objectif car nous avons en quelque sorte une ardoise vierge », tandis que le trésorier Jerome O'Reilly affirme que « Homeland peut avoir une image médiatique irréprochable dès le départ ». Le parti adopte une stratégie de communication moderne avec des costumes élégants et un marketing soigné, et évite les symboles explicitement nazis.
Le Homeland Party adopte une stratégie d'infiltration des organisations locales (conseils d'école, syndicats, associations de jardins familiaux) pour diffuser son idéologie et constituer d'abord un pouvoir local pour ensuite avant de conquérir le pouvoir à l'échelle du pays.
Plusieurs membres du Homeland Party occupent des postes au sein de conseils communautaires écossais. Simon Crane siège au conseil communautaire d'East Calder (West Lothian) et a été membre exécutif du Joint Forum of Community Councils du West Lothian. David Gardner, trésorier du conseil communautaire de Forfar dans l'Angus, continue d'exercer ses fonctions malgré la découverte de commentaires racistes et antisémites qu'il aurait selon Hope not Hate publiés en ligne sous pseudonyme, dont des propos négationnistes. Le groupe revendique alors six conseillers communautaires, trois en Écosse et trois en Angleterre.

## Liens avec le terrorisme
Son dirigeant Kenny Smith est apparu sur un podcast dont deux anciens animateurs ont été condamnés pour infractions terroristes. Simon Shepherd, membre fondateur du parti, a été actif dans les cercles de fitness de Patriotic Alternative aux côtés de figures condamnées pour terrorisme et d'anciens soutiens du groupe terroriste néonazi National Action, et a été lié à un groupe de fitness néonazi dont le fondateur a été condamné à huit ans de prison pour possession de matériel terroriste, le juge qualifiant ce groupe d'organisation criminelle et terroriste. Anthony Burrows, agent de nomination du parti, a eu ses fusils de chasse confisqués et son permis d'armes révoqué par la Special Branch après avoir partagé des liens vers du matériel terroriste.